# نت پندلتن
نَت پندلتن (انگلیسی: Nat Pendleton؛ ‏ ۹ اوت ۱۸۹۵ – ۱۲ اکتبر ۱۹۶۷) بازیگر اهل ایالات متحده آمریکا بود.
از فیلم‌هایی که وی در آن نقش داشته است، می‌توان به گروه موسیقی وارد می‌شود، خانمی برای یک روز، پنجه گربه، یه مرد لاغر دیگه، ترسیده در حد مرگ، ملودرام منهتن و تاکسی! اشاره کرد.